# Schwarzenberg-palota (Prága)

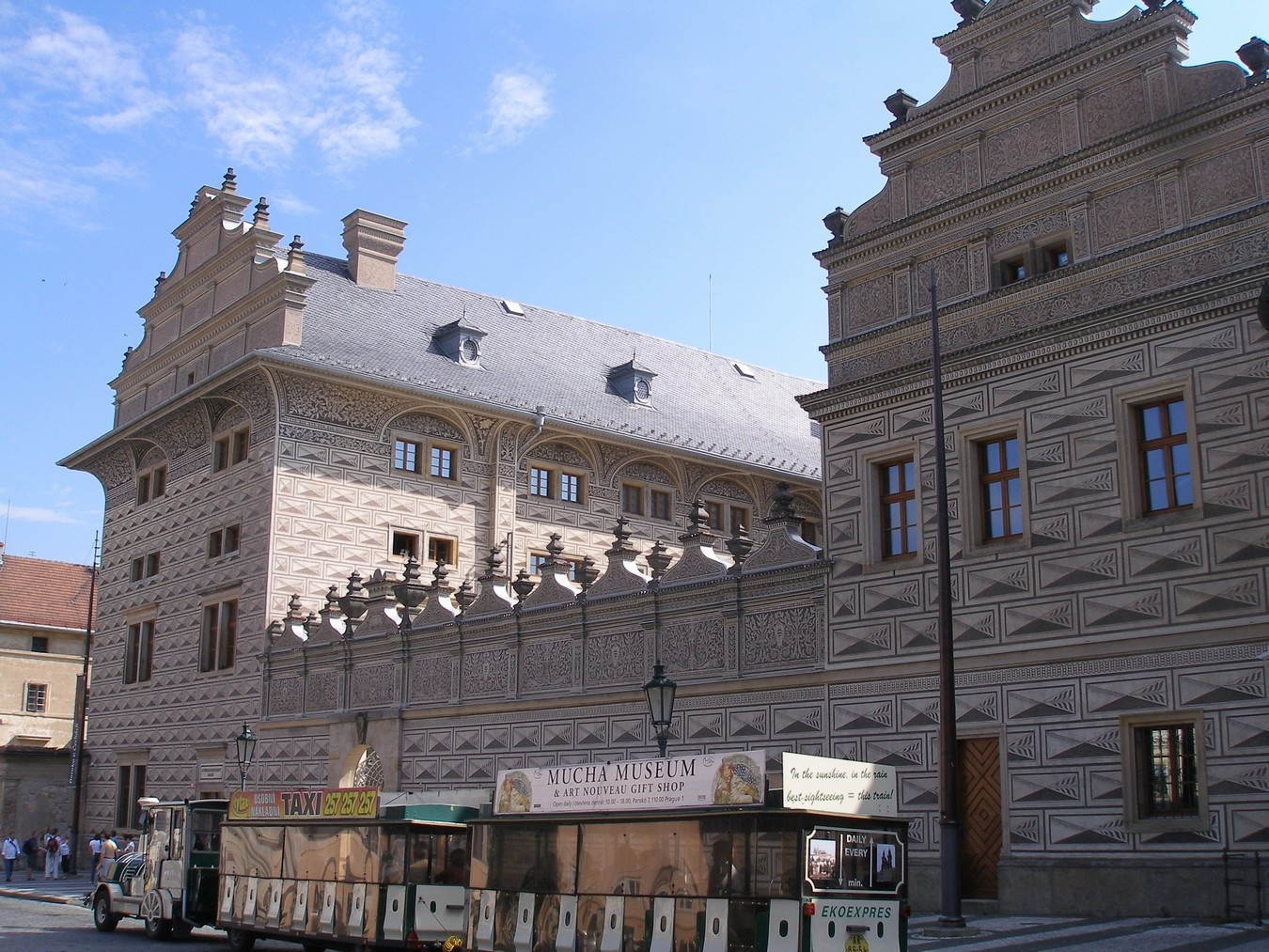
A Schwarzenberg-palota

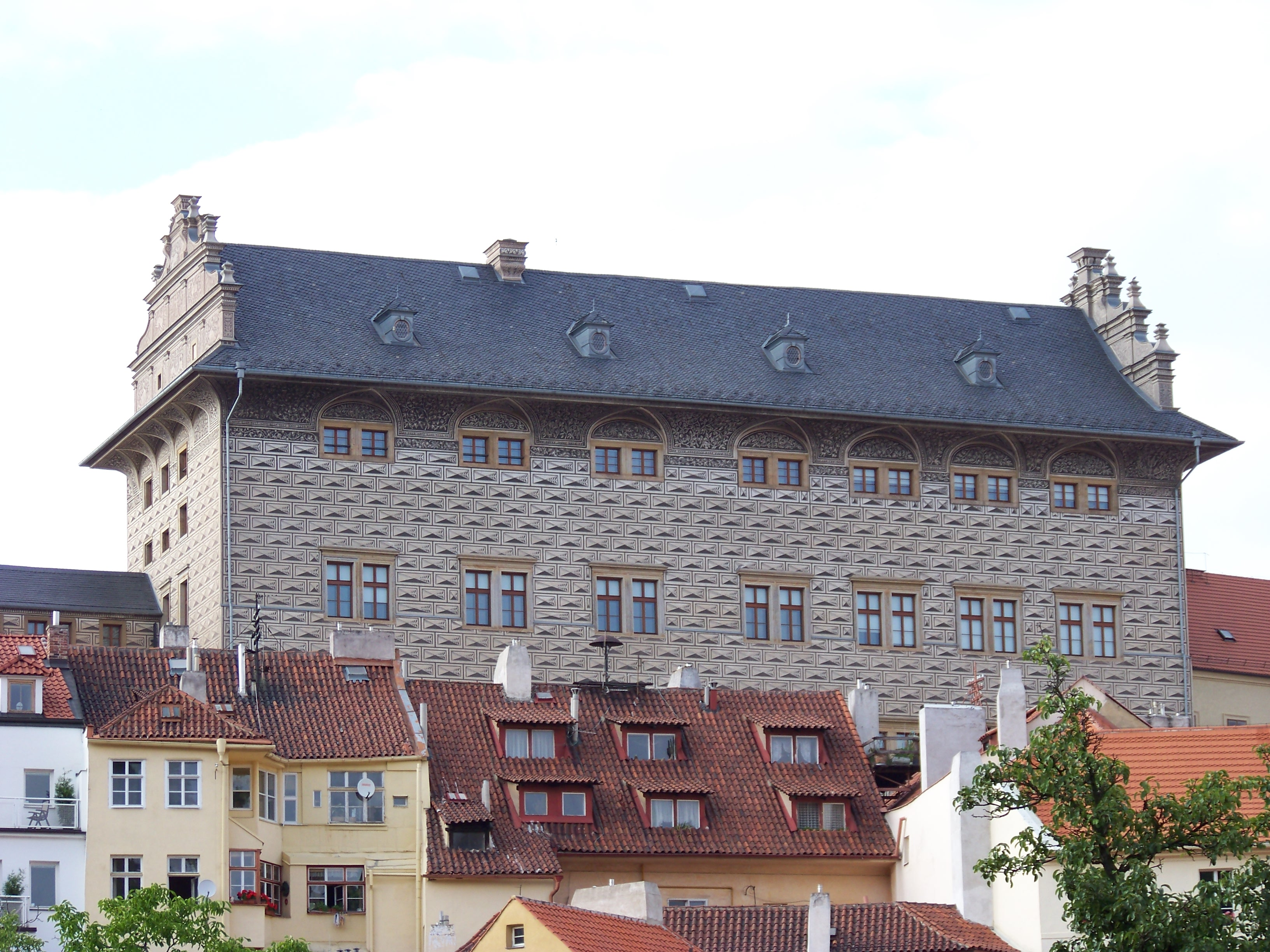
A Schwarzenberg-palota

A Schwarzenberg-palota (csehül Šchwarzenberský-palác) a prágai Hradzsin tér legérdekesebb épülete Címe: Hradčanské náměstí 16.
Két épületfélből áll:
- Az 1. épület (185/2) a Hradzsin és vele Prága egyik legszebb reneszánsz palotája.[1] Ezen a telken állt a 14. században Theodorik mester, IV. Károly udvari festőjének a műhelye. Az 1541-es nagy tűzvészben az épület romokba dőlt, a telket pedig ifjabb Jan Popel z Lobkovicnak (Lobkovic János) vásárolta meg.[2] Számára 1545–1576 között észak-itáliai minták alapján épített Agostino Galli itáliai építész.[3] Ez a palota a következő évtizedekben többször cserélt gazdát, és csak 1714-ben  örökölte a Schwarzenberg család. A hatalmas, T alakú épületet díszítő, rombusz alakú, velencei mintára készült mintájú sgraffitókat 1870–1874 között készítették Josef Schulz terve alapján,[2] és ettől távolról úgy néz ki, mintha a homlokzatot piramis alakú kövek borítanák. A falképek legtöbbje rendkívül jó állapotban maradt ránk. A második emelet négy mennyezetfreskója 1580-ban készült; a képeken antik istenségeket, illetve allegorikus jeleneteket láthatunk.[3] 1909-ben a Műszaki Múzeum székhelyeként nyitották meg. A második világháború idején a Wehrmacht katonai múzeumot hozott létre benne. Az államosítás után a Hadtörténeti Múzeum székhelye lett. A Prágai Nemzeti Galéria 2002-ben szerezte meg a palotát,[2] amit 2006 táján felújítottak. Az épületben a múzeum régi képtárát helyezték el.[4]
- Az empire stílusú 2. palotát (186/1., sarokház) 1800–1810 között emelték az érseki hivatal számára; ma a svájci nagykövetség van itt.

Az 1. épületben rendezték be a Hadtörténeti Múzeum kiállításait. A gyűjtemény eredetileg az invalidusok karlíni rendházában volt, de a németek 1940-ben az egészet elvitték. 1946-ban a legtöbb muzeális értéket sikerült visszaszerezni.
Amikor hadtörténeti múzeum volt, udvarán régi ágyúkat állítottak ki.